# Птахи Америки
«Птахи Америки» (англ. Birds of America) — комедійний фільм 2008 року.

## Сюжет
На бідного Моррі тисне все — і вдома, і на роботі. Йому доводиться розгрібати проблеми зі своїм неврівноваженим братом, та «мандрівною, вільною художницею» сестрою, від нього постійно чогось усі вимагають. Чи зможе він на якийсь час відкинути свою терпимість і дати лад своєму життю?